# Gemini Science Fiction
Die Romanheft-Reihe Gemini Science Fiction wurde in den Jahren 1976 bis 1977 vom Kelter-Verlag in Hamburg herausgegeben. Insgesamt erschienen 47 Romane.
Die Verfasser kommen sowohl aus den Reihen der erfahrenen Autoren als auch aus der Gruppe der jungen Schriftsteller.
Zu den relativ neuen Autoren zählten neben den beiden Zeitkugel-Autoren Gerhard Merz [= Colin Yamen] und Mark Feldmann, auch Horst Hoffmann [= Neil Kenwood], Ronald M. Hahn [= Ronald M. Harris, Manuel S. Delgado und Thorn Forrester], Hans Joachim Alpers [= Mischa Morrisson] und Wilfried Hary [= W. A. Travers], außerdem Romane von Manfred Wegener und Kurt Brand [= Henry Galaxis].
Abgesehen von drei Übersetzungen sind die erschienenen Titel deutsche Originalausgaben. Die Romane waren in sich abgeschlossen, die Reihe hatte also keinen Fortsetzungscharakter. Da sich der Verlag von einer Neuauflage der Serie Ren Dhark mehr versprach, wurde die Reihe 1977 eingestellt.
Die ersten vier Romane wurden auch in einem Sammelband in Taschenbuchform veröffentlicht.

## Titelliste
| Nr. | Titel                                                         | Autor                       | Titelbild            |
| --- | ------------------------------------------------------------- | --------------------------- | -------------------- |
| 01  | Krisenherd Partos                                             | Thorn Forrester             | Olof Feindt          |
| 02  | Sternenjäger im Kosmos                                        | H. P. Howard                | Rudolf Sieber-Lonati |
| 03  | Planet der Ausgestoßenen                                      | Wilfried A. Hary            | Olof Feindt          |
| 04  | Planet in Ekstase                                             | Harald Buwert               | Rudolf Sieber-Lonati |
| 05  | Sie warteten jenseits der Sterne                              | Neil Kenwood                | Rudolf Sieber-Lonati |
| 06  | Flucht ins Ungewisse                                          | Wilfried A. Hary            | Olof Feindt          |
| 07  | Der neue Herrscher                                            | Henry Galaxis               |                      |
| 08  | Sein letzter Auftrag                                          | Thomas Cyborg               | Olof Feindt          |
| 09  | Fremde unter uns                                              | Thorn Forrester             | Olof Feindt          |
| 10  | Galaktisches Intrigenspiel                                    | Colin Yamen                 | Rudolf Sieber-Lonati |
| 11  | Die Rache des Genies                                          | Mark Feldmann               | Olof Feindt          |
| 12  | Gestrandet auf Korvia                                         | Ronald M. Harris            | Olof Feindt          |
| 13  | Endstation Tumulus                                            | Manfred Wegener             | Olof Feindt          |
| 14  | Der elektronische Rebell                                      | Thorn Forrester             | Olof Feindt          |
| 15  | Duell der Raumpiraten                                         | Jörn de Vries & Peter Crohn | Rudolf Sieber-Lonati |
| 16  | Welt auf Eis                                                  | Michael Roberts             | Olof Feindt          |
| 17  | Im Netz der Dimensoren                                        | Delgado & Mischa Morrison   |                      |
| 18  | Supernova                                                     | W. A. Travers               | Olof Feindt          |
| 19  | Das Himmelfahrtskommando                                      | Fred Allen                  |                      |
| 20  | Nachwuchs für den Weltraum                                    | Colin Yamen                 |                      |
| 21  | Die Golosianer kommen                                         | Fred Allen                  | Rudolf Sieber-Lonati |
| 22  | Erben der Menschheit                                          | W. A. Travers               | Rudolf Sieber-Lonati |
| 23  | Die Sklavenhändler von Dormark                                | Mark Feldmann               | Rudolf Sieber-Lonati |
| 24  | Operation Vergangenheit                                       | Ronald M. Harris            | Olof Feindt          |
| 25  | Ein Planet wird versteigert                                   | W. A. Travers               |                      |
| 26  | Die Irrfahrt der Osiris                                       | Manfred Wegener             | Olof Feindt          |
| 27  | Das Metallmonster                                             | W. A. Travers               | Olof Feindt          |
| 28  | Magna Centauri                                                | Jörn de Vries & Peter Crohn | Olof Feindt          |
| 29  | Zeitpunkt X – Operation Urknall                               | Floyd Keene                 | Olof Feindt          |
| 30  | Die Pflanzenmaschine                                          | Thorn Forrester             | Olof Feindt          |
| 31  | Unternehmen Eiszeit                                           | Roy Demon                   | Olof Feindt          |
| 32  | Fühler der Ewigkeit                                           | Neil Kenwood                | Olof Feindt          |
| 33  | Revolte der Verlorenen                                        | H. P. Howard                | Rudolf Sieber-Lonati |
| 34  | Kampf der Mutanten                                            | W. A. Travers               |                      |
| 35  | Die Ahnen aus Raum und Zeit                                   | Neil Kenwood                |                      |
| 36  | Treffpunkt Knossos (The Battle Out of Time, 1957) *           | Dwight V. Swain             |                      |
| 37  | Magnetsturm über Sythan                                       | Arno Skinner                |                      |
| 38  | Der Fluch des Luthaniums                                      | Colin Yamen                 |                      |
| 39  | Apokalypse 2000                                               | Derek van Cleef             | Olof Feindt          |
| 40  | Der Sternenvirus (The Star Virus, 1970) *                     | Barrington J. Bayley        |                      |
| 41  | Der Mann aus dem Transmitter                                  | Tom Askon                   |                      |
| 42  | Terra lockt Malcolm                                           | Floyd Keene                 |                      |
| 43  | Overlords von der Venus                                       | Colin Yamen                 | Rudolf Sieber-Lonati |
| 44  | Die Odyssee der Zenebia (Landfall Is a State of Mind, 1968) * | Douglas R. Mason            |                      |
| 45  | Der Raid der Sieben von Terra                                 | Giles Riviere               |                      |
| 46  | Tödliches Nichts                                              | F. S. Weiler                | Olof Feindt          |
| 47  | Der Teufelsplanet                                             | Mortimer F. Stuart          |                      |

* Die Übersetzungen sind von Martin Beranek (#36), Heinz F. Kliem (#40) und Horst Margeit (#44).